# ロミオとジュリエット (1936年の映画)
『ロミオとジュリエット』（英語: Romeo and Juliet）は、1936年に製作・公開されたアメリカ映画である。ウィリアム・シェイクスピアの同名戯曲に基づいて映画化された。ジョージ・キューカーが監督し、ノーマ・シアラー、レスリー・ハワードが主演した。

## キャスト
- ジュリエット：ノーマ・シアラー
- ロミオ：レスリー・ハワード
- マーキューシオ：ジョン・バリモア
- ジュリエットの乳母：エドナ・メイ・オリヴァー（英語版）
- ティボルト：ベイジル・ラスボーン
- キャピュレット（ジュリエットの父）：C・オーブリー・スミス
- ピーター：アンディ・ディヴァイン（英語版）
- ヴェローナ公：コンウェイ・タール（英語版）
- パリス：ラルフ・フォーブス（英語版）
- ベンヴォーリオ：レジナルド・デニー
- ロレンス神父：ヘンリー・コルカー
- モンタギュー（ロミオの父）：ロバート・ワーウィック
- モンタギュー夫人：ヴァージニア・ハモンド
- キャピュレット夫人：ヴァイオレット・ケンブル＝クーパー（英語版）

## スタッフ
- 監督：ジョージ・キューカー
- 製作：アーヴィング・タルバーグ
- 脚色：タルボット・ジェニングス（英語版）
- 音楽：ハーバート・ストサート（英語版）
- 撮影：ウィリアム・H・ダニエルズ（英語版）
- 編集：マーガレット・ブース
- 美術：セドリック・ギボンズ、オリヴァー・メッセル（英語版）
- 衣裳：エイドリアン（英語版）、オリヴァー・メッセル
- 録音：ダグラス・シアラー
- 振付：アグネス・デ＝ミル

## アカデミー賞ノミネーション
- 作品賞
- 主演女優賞：ノーマ・シアラー
- 助演男優賞：ベイジル・ラスボーン
- 美術賞：セドリック・ギボンズ、フレドリック・ホープ（英語版）、エドウィン・B・ウィリス